# Военно-воздушные силы Черноморского флота
Военно-воздушные силы Черноморского флота (ВВС ЧФ, Авиация ЧФ) — бывшее оперативное объединение Черноморского флота военно-морского флота Российской империи, СССР и России, предназначенное для действий в операциях флота и выполнения боевых задач во взаимодействии с другими силами ВМФ или самостоятельно, а также для проведения воздушных, воздушно-десантных, морских десантных и прочих операций во взаимодействии с силами других видов вооружённых сил или отдельных родов войск. ВВС ЧФ подчинялись командующему Черноморским флотом, а в специальном отношении — начальнику авиации ВМФ (затем начальнику морской авиации ВМФ).
Зоной ответственности авиации Черноморского флота были акватории Чёрного, Азовского, Средиземного морей. После 2011 года управление морской авиации ЧФ расформировано и образована одна авиабаза № 7057, с базированием на двух аэродромах в Гвардейском и Каче.
При СССР, для выполнения поставленных задач силами авиации ЧФ имелась развитая сеть аэродромов берегового базирования и гидроаэродромов, большой парк летательных аппаратов.

## История

### Создание авиации Чёрного моря
В конце 1900-х годов по инициативе капитана 2-го ранга В. Н. Кедрина, в подчинении которого находился Черноморский воздухоплавательный парк, и при поддержке главного командира Севастопольского порта вице-адмирала И. Ф. Бострема было получено разрешение на приобретение за границей аэроплана для флота. Согласно предписанию начальника действующего флота Чёрного моря от 8 сентября 1909 года для оформления заказа на изготовление аэроплана во Францию был командирован лейтенант С. Ф. Дорожинский. Ему удалось договориться с фирмой «Антуанет», которая согласилась не только изготовить аэроплан, но и обучить Дорожинского лётному мастерству.
По другим сведениям, председатель созданного в 1909 году в Севастополе частного аэроклуба обратился к собравшемуся в командировку за границу Кедрину с просьбой приобрести один аэроплан на свой выбор. Задачу возложили на Дорожинского, который выехал во Францию вместе с Кедриным. Закончив обучение к моменту исполнения заказа, Дорожинский дал телеграмму командующему Черноморским флотом о покупке аэроплана и попросил оплатить её, рассчитывая так: если будет отказ, то «Антуанет» станет собственностью аэроклуба, а если средства найдутся, то аэроплан станет собственностью воздухоплавательного парка. Полученную телеграмму командующий Черноморским флотом вице-адмирал В. С. Сарнавский отметил резолюцией: «Не будучи в состоянии разобраться в делах по заказу аэроплана „Антуанет“ за неимением точных указаний, а также и того, на каком основании лейтенант Дорожинский с 26 сентября 1909 года и до сих пор находится во Франции, я не считаю себя вправе делать каких бы то ни было денежных переводов…», но спустя некоторое время он признал нужным оставить аэроплан на Черноморском флоте.

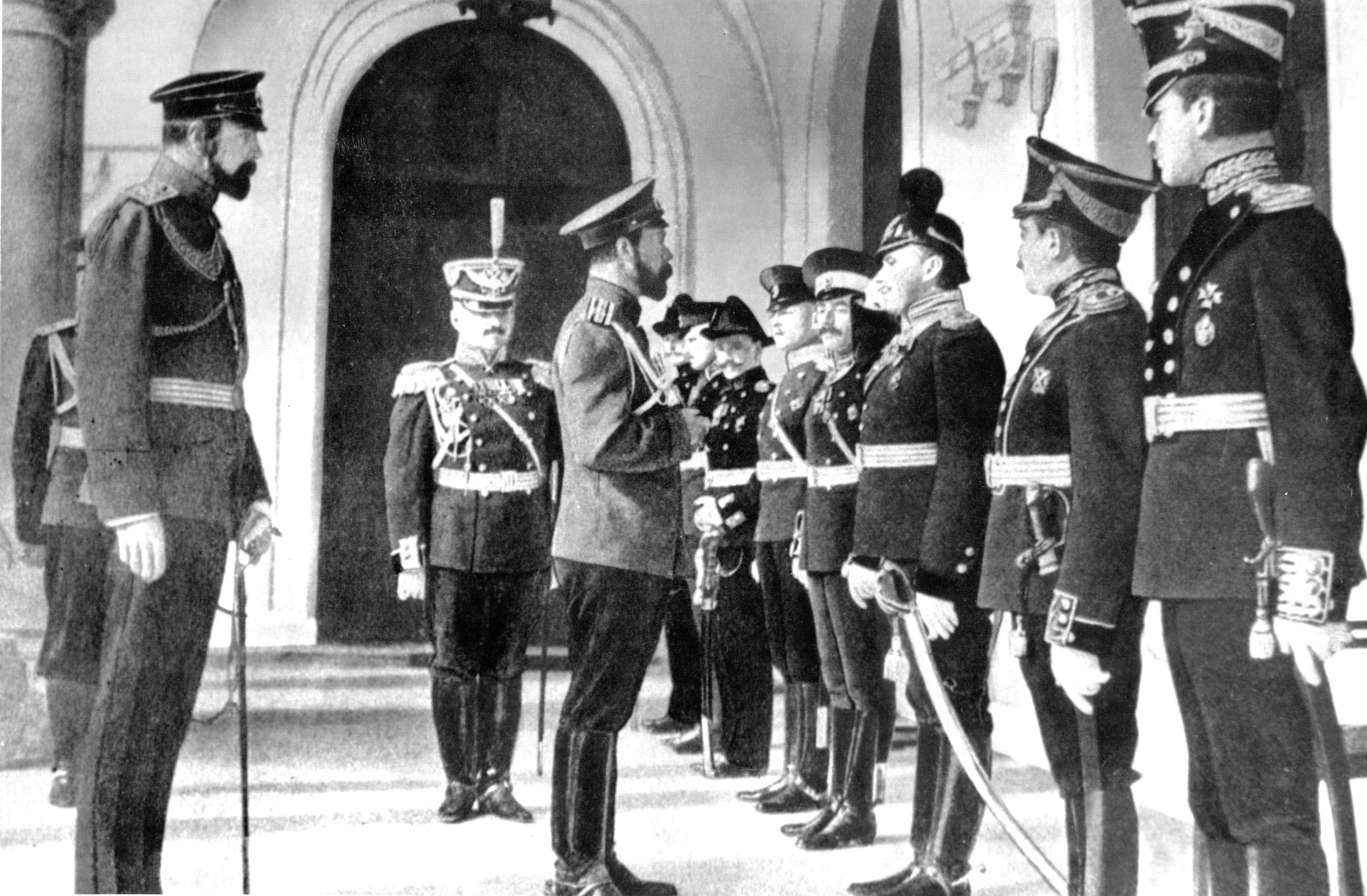
Приём Николаем II лётчиков 1-го выпуска Офицерской школы авиации. Крым, Ливадия. 26 октября 1911 года

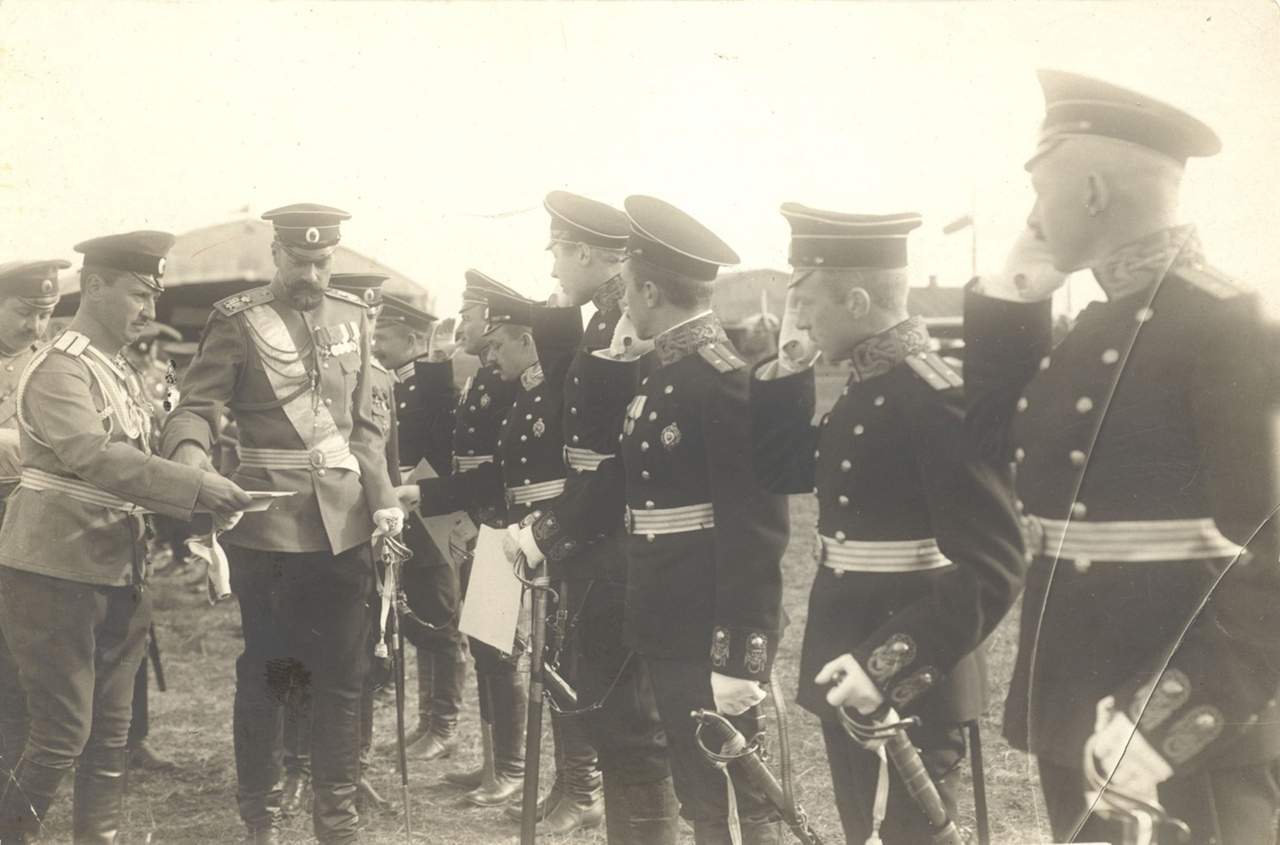
Раздача великим князем Александром Михайловичем аттестатов об окончании Офицерской школы авиации офицерам ЧФ. Кача, 8 ноября 1912 года. Подпоручик Жуков, лейтенант Н. Р. Вирен, поручик Михайлов, мичманы В. В. Утгоф, В. Р. Качинский,
Р. Ф. Эссен, Е. Е. Коведяев

В конце июля 1910 года моноплан «Антуанет-4» в разобранном виде был доставлен в Севастополь. Потребовалось время на его сборку и проверку на земле. Первый полёт состоялся 16 (29) сентября 1910 года. На Куликовом поле под Севастополем при большом стечении народа присутствовал и вице-адмирал В. С. Сарнавский. Полёт продолжался не более 5 минут — Дорожинский сделал два круга на высоте до 50 метров. Это был первый в истории русского флота полёт на аэроплане, принадлежавшем Морскому министерству.
28 сентября 1910 года Дорожинский совершил первый полёт с пассажиром. 22 ноября он поднялся на высоту 150 метров при ветре силой шесть баллов, полёт продолжался 12 минут. На следующий день был первый полёт над Севастополем, он продолжался 23 минуты — за это товарищи вручили Дорожинскому на память специальный золотой жетон. С интересом относилось к его полётам морское начальство. Так, один из его полётов наблюдал морской министр И. К. Григорович, а 11 декабря с Дорожинским поднялся в воздух вице-адмирал И. Ф. Бострем.
В ноябре 1910 года на Куликовом поле под Севастополем была открыта Офицерская школа авиации Отдела воздушного флота (через полтора года она была перебазирована за долину реки Качи) и началась подготовка лётных кадров как для армии, так и для флота. Председателем совета школы и временно исполняющим должность начальника школы был назначен Кедрин, он же был в числе обучающихся в составе первого набора.
8 апреля 1911 года Кедрин подал рапорт командующему Черноморским флотом В. С. Сарнавскому с предложением создания в Службе связи авиационного отделения для ведения воздушной разведки вне видимости береговых постов, а также изложил основные положения о команде военно-морских лётчиков с обоснованием необходимого финансирования её содержания. Предложения были одобрены начальником Морского Генерального штаба вице-адмиралом А. А. Эбергардом и поддержаны морским министром вице-адмиралом И. К. Григоровичем. К тому времени было решено передать в воздухоплавательный парк из авиашколы два непригодных для обучения аэроплана «Антуанет» — они с трудом поднимали в воздух инструктора и ученика. После передачи флот имел уже три аэроплана, пригодные для ведения воздушной разведки.
16 апреля 1911 года впервые было осуществлено сопровождение аэропланами кораблей Черноморской эскадры с имитацией бомбометания по ним, выполнялись также задачи воздушной разведки и связи. В манёврах принимали участие руководители и ученики авиашколы. 24 мая 1911 года ученик авиашколы лейтенант В. В. Дыбовский впервые провёл поиск подводной лодки с аэроплана.
В июне 1911 года Дорожинский поставил свой «Антуанет» на поплавки, но испытания были неудачными из-за недостаточной мощности мотора и большого сопротивления разбегу аэроплана при взлёте. Для ознакомления с состоянием дела полётов с воды за рубежом командование флота направило Дорожинского и Кедрина во Францию. Там они заказали для своего парка гидроплан «Вуазен-Канар» — Дорожинский наблюдал за постройкой и обучился летать на нём.
Первый выпуск авиашколы состоялся 26 октября 1911 года в присутствии императора Николая II. В конце 1911 года в Гребной порт в Петербурге прибыли заказанные во Франции гидропланы, но они попали в Севастополь лишь в мае 1912 года.
В сентябре 1911 года было утверждено «Временное положение об отделениях военно-морских лётчиков», а в 1912 году в Севастополе было сформировано первое отделение из 12 лётчиков. 11 мая 1912 года штабс-капитан И. И. Стаховский совершил первый в России полёт на гидроплане «Вуазен-Канар» над Севастопольской бухтой. Весной 1913 года началась постройка первой авиационной станции в Килен-бухте, с четырьмя ангарами, бетонным спуском к воде. Также на станции были механические мастерские, фотолаборатория, метеостанция. Началось переоборудование под базирование гидропланов первого опытового судна, транспорта «Днепр».

### Первая мировая война
По состоянию на 13 августа 1914 года в авиации ЧФ имелось 16 самолётов, 12 лётчиков, 3 ученика-лётчика, 45 авиационных специалистов. До конца года было создано 24 авиационных поста. Первое боевое столкновение состоялось 24 ноября 1914 года. Лётчик лейтенант В. В. Утгоф, в ходе воздушной разведки обнаружил неприятельский лёгкий крейсер «Бреслау». По тревоге были подняты 7 гидросамолётов, которые вынудили крейсер отказаться от обстрела Севастополя и уйти в море.
12 марта 1915 года адмирал А. А. Эбергард подписал Приказ № 230 «О создании авиации Черноморского флота». По состоянию на 1 января 1916 года в авиации ЧФ числились 30 офицеров, 371 нижний чин, 30 самолётов и два авиатранспорта (переоборудованных корабля) «Алмаз» и «Румыния». Приказом начальника штаба Верховного Главнокомандующего № 144 от 9 июля 1916 года при авиации ЧФ учреждается отряд дирижаблей (четыре единицы). Начальник авиации и воздухоплавания ЧФ подчинялся непосредственно командующему ЧФ, на правах флагмана.

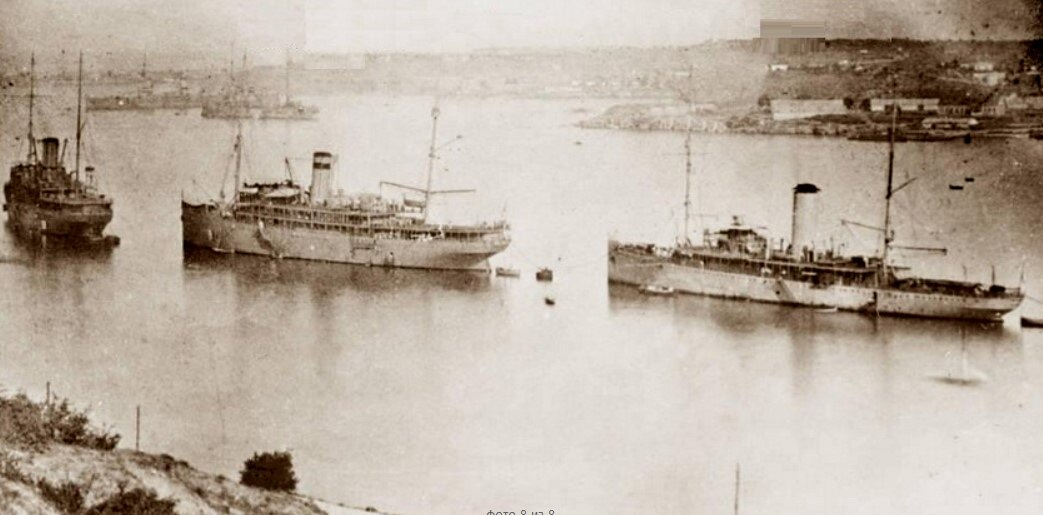
Гидроавиатранспорты Воздушной дивизии ЧФ «Император Александр I», «Император Николай I», «Румыния»

Осенью 1916 года авиация ЧФ получила большое количество отечественных гидросамолётов, что позволило сформировать новые подразделения. На 1 января 1917 года числилось 110 самолётов и 74 лётчика. В конце 1916 году в составе Морского министерства было образовано Управление морской авиации. Воздушные силы были выведены из Службы связи и наблюдения. На основании приказа командующего ЧФ № 227 от 31 декабря 1916 года в начале 1917 года начато формирование Воздушной дивизии Черноморского флота, с дислокацией штаба в Севастополе. Первым командиром дивизии был назначен капитан 1-го ранга М. И. Федорович. Дивизия состояла из 1-й авиационной бригады со штабом в Круглой бухте в Севастополе и 2-й авиационной бригады со штабом в Батуме. В семи дивизионах числилось 152 самолёта различных типов. Дивизия состояла из двух воздушных бригад, каждая из которых включала в себя два дивизиона, в дивизионе — 2-3 отряда по шесть самолетов в каждом. Кроме того, в дивизию входили три корабельных авиаотряда, составлявших корабельный дивизион, и отряд дирижаблей.
В 1917 году экипаж подбитого русского гидросамолёта взял в плен турецкую шхуну в районе Босфора и привел её в Крым, что было отмечено в сводке Верховного Командования. Летчик-лейтенант М. М. Сергеев был награждён золотым Георгиевским оружием, авиамеханик Ф. Тур — Георгиевским крестом 4-й степени.

### Революция и Гражданская война
По состоянию на декабрь 1917 года Воздушная дивизия Чёрного моря располагала 104 летающими лодками и 9 колёсными истребителями. В ходе событий Февральской и Октябрьской революции личный состав судов Воздушной дивизии был распропагандирован эссерами, позднее большевиками и анархистами.
В январе 1918 года гидрокрейсер «Алмаз» принял участие в восстании Румчерода против власти Украинской Центральной рады и в установлении в Одессе советской власти. Матросы принимали активное участие в «углублении революции», а сам корабль был превращён в застенок — на нём разместился «Морской военный трибунал». Задержанных офицеров бросали в судовые печи, раздевали на палубе и, обливая водой на морозе, дожидались, пока обречённые не покрывались коркой льда, а затем уже сбрасывали ледяную глыбу в море. Весной 1918 года «Алмаз», находясь в Севастополе, был захвачен немецкими войсками, затем перешёл к британским союзникам и передан ими Белому флоту, в 1920 году ушёл с эскадрой в Бизерту.
Гидрокрейсер «Румыния», с 19 февраля 1918 получил революционное имя: «Республика Румыния». 14 (27) января 1918 года на транспортном судне «Трувор», гидрокрейсере «Румыния», буксирах «Геркулес» и «Данай» на рейд Евпатории из Севастополя прибыл отряд из полутора тысяч революционных матросов. Город в течение сорока минут подвергся обстрелу, затем на берег был высажен десант в тысячу бойцов. Эскадронцы и офицеры покинули Евпаторию с началом боевых действий. Город перешёл под контроль севастопольского отряда местных большевиков. Начались аресты офицеров, представителей имущих классов, дворян. Первыми на «Румынии» погибли захваченные члены офицерской дружины. Казни с ужасающей жестокостью производили на борту транспорта «Трувор» и гидрокрейсера «Румыния». Всего за три дня 15—17 января 1918 года было арестовано около восьмисот человек, из них казнено и утоплено до трёхсот. В мае 1918 года базировавшийся в крепости Севастополь авиатранспорт «Республика Румыния» вместе с другими кораблями Черноморского флота были захвачены германской имперской армией. В ноябре 1918 года после эвакуации немцев с Украины из-за Ноябрьской революции в Германии, корабли флота перешли под контроль Антанты. В 1919 году разоруженный крейсер был возвращён румынскому флоту.

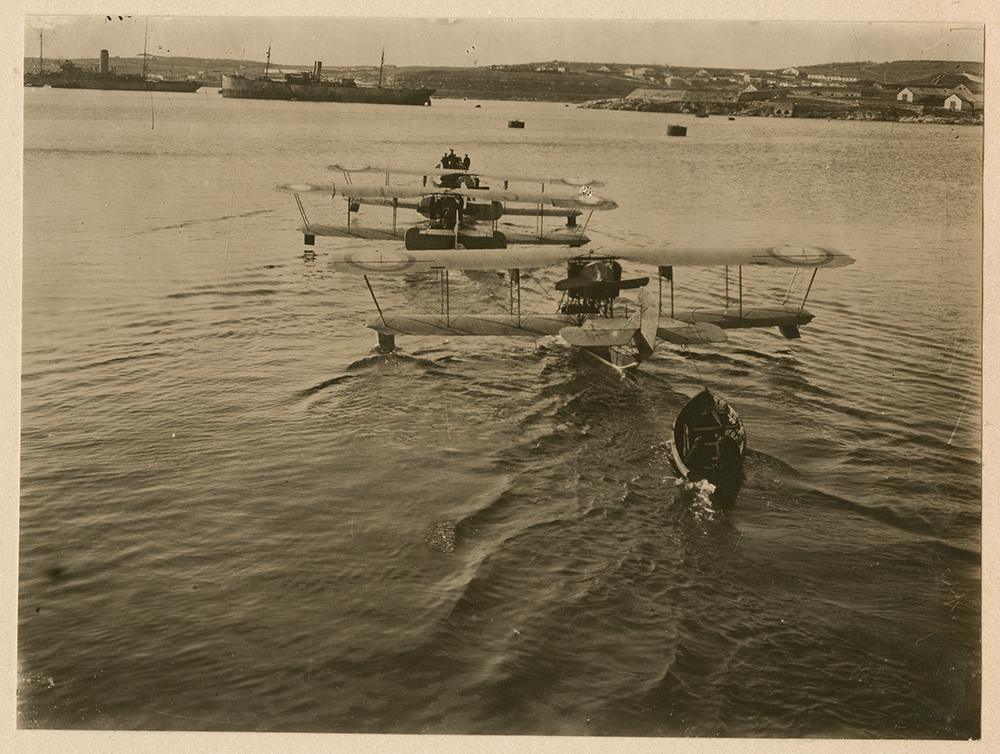
Буксировка гидропланов Щетинина М-9 из состава Воздушной дивизии в бухте Севастополя, весна 1918 года, съёмка немецких авиаторов

6 марта 1918 года Народный комиссариат по морским делам РСФСР издаёт приказ № 183, в соответствии с которым авиации ЧФ предписывалось эвакуироваться, ввиду угрозы вторжения австро-германских войск, но уже 1 мая немецкие войска вошли в Севастополь. Имущество бригады, авианесущие транспорты и летательные аппараты подверглись разграблению и разрушению. Только 2-й дивизион в Одессе в сентябре 1918 года был перебазирован в Екатеринодар, где был обращён на формирование 3-го авиационного отряда Добровольческой армии.
В 1919 году из остатков дивизии в Севастополе сформирован 1-й морской авиационный отряд, воевавший на стороне белых (Вооружённых Сил Юга России). Позднее был сформирован Морской воздушный дивизион Чёрного моря, с управлением Морской авиации в Севастополе. В конце марта 1920 года дивизион вошёл в состав Русской армии барона П. Н. Врангеля
В армии генерал-лейтенанта Деникина имелся 1-й гидроавиадивизион Донской военной флотилии, состоящий из двух отрядов. Управление дивизиона было в Новочеркасске.
В 1920 году у красных в Одессе работал 1-й морской авиационный отряд, и также был гидроавиаотряд в Николаеве. В конце июля на Чёрное море была передислоцирована Воздушная бригада Волжско-Каспийской военной флотилии. Эта авиация принимала активное участие в боевых действиях.
После взятия Крыма в ноябре 1920 года в Севастополе и Николаеве формируются Воздушные дивизионы Чёрного и Азовского морей. В соответствии с Приказами РВС РСФСР от 31 октября 1920 года начато формирование Воздушного флота Чёрного и Азовского морей (ВФЧиАМ). 3 марта 1921 года, в соответствии с постановлением СНК на должность начальника ВФЧиАМ был назначен военлёт М. М. Сергеев, определена структура организации и аэродромная сеть. 3 марта 1921 года — официальная дата создания ВВС ЧФ.

### Становление в предвоенные годы
В 1924 году Воздушный флот Чёрного и Азовского морей преобразован в Военно-воздушные силы Чёрного моря. По состоянию на май 1925 года в составе ВВС ЧМ имелись: 2-й ОИАО, 3-й ОМРАО, 4-й ОМРАО. Все самолёты были зарубежного производства.
В 1926 году сформирован 5-й ОМРАО и корабельное звено, приписанное к крейсеру «Червона Украина».
К середине 1927 года в составе ВВС ЧМ была эскадрилья тяжёлых самолётов, три отряда разведчиков, два отряда истребителей и корабельное звено. Управление ВВС ЧМ находилось в Севастополе.
В конце 1929 года на Чёрном море была сформирована 9-я авиационная бригада, в которую вошли 60-я и 63-я ОМРАЭ, 55-й и 64-й ОМРАО. Эти части были вооружены летающими лодками «Савойя» S-626hc, «Дорнье 16 Валь» и поплавковыми самолётами MP-1.
В 1931 году в составе ВВС ЧМ появляется первая минно-торпедная часть — 34-й минно-торпедный авиаотряд, который был вооружён самолётами ТБ-1 а на поплавках в торпедоносном варианте.
В 1932 году 9-я авиабригада была переименована в 506-ю АБ, а на следующий год она стала именоваться 106-й (морской тяжёлой) авиационной бригадой.
11 января 1935 года Морские силы Чёрного моря были переформированы в Черноморский флот, и соответственно ВВС ЧМ стали называться ВВС Черноморского флота.
В 1939 году полки и авиационные отдельные эскадрильи ВВС ЧФ сводятся в авиационные бригады. Состав ВВС ЧФ:
- 71-я СБАБ (43-я ОСБАЭ, 44-я ОСБАЭ, 45-я ОСБАЭ, 66-я ОСБАЭ, 142-я ОСБАЭ)
- 106-я АБ (35-я ОМТАЭ, 123-я МТБАЭ, 124-я МТБАЭ, 14-я ОМРАЭ, 106-й ОУТАО
- 107-я АБ (11-я ОМРАЭ, 16-я ОМРАЭ, ОКА)
- 24-я ОИАЭ, 29-я ОИАЭ
- 21-я ОМРАЭ, 32-я ОАЭ ВУ
- 70-й ОКОРАО, 88-й ОУТАО, 7-яе ОАЗ ПВО

Также сформированы:
- 63-я БАБ (2-й МТАП, 40-й БАП), аэродром Сарабуз
- 62-я ИАБ (8-й ИАП, 9-й ИАП, 32-й ИАП), аэродром Евпатория
- 93-я ОИАЭ, аэродром Керчь

В августе 1939 года вводится должность командующего ВВС ЧФ.
Перед войной ВВС ЧФ располагали 61-м сухопутным аэродромом и 15-ю гидроаэродромами, причём только один аэродром — Сарабуз (сейчас он называется Симферополь-Гварде́йское), был стационарным и имел твёрдое покрытие.
Состав ВВС ЧФ и места базирования на 22 июня 1941 года:
- Управление ВВС ЧФ — Севастополь
- 62-я ИАБ (Евпатория): 8-й ИАП (Евпатория), 9-й ИАП (Очаков), 32-й ИАП (Евпатория)
- 63-я БАБ (Сарабуз): 2-й МТАП (Феодосия, аэродром Карагоз, Сарабуз), 40-й БАП (Сарабуз)
- 119-й МРАП — аэр. Каборга (Очаков)
- 16-я ОМРАЭ (МБР-2) (Поти)
- 45-я ОМРАЭ (МБР-2) (Керчь)
- 70-я ОРАЭ (СБ) (Одесса)
- 78-я ОРАЭ (СБ) (Кульбакино)
- 82-я ОМРАЭ (МБР-2) (Гаджибеевский лиман)
- 83-я ОРАЭ (МБР-2) (аэродром Геленджик)
- 93-я ОИАЭ (И-15бис, И-16) (Керчь)
- 96-я ОИАЭ (И-15бис, И-153) (Измаил)
- 98-й ОМРАО (МБР-2) (Очаков)
- 3-й СУРАП (Джанкой)
- Севастопольская авиационная группа (Севастополь): 60-я (МБР-2), 80-я ОМРАЭ (ГСТ), отряд корабельной авиации (МБР-2, КОР-1, КР-1).

| Тип                    | В боевом строю | В авиаремонтных мастерских | Сборка, склады | В ШМАС, заэ* | Всего |
| ---------------------- | -------------- | -------------------------- | -------------- | ------------ | ----- |
| И-5                    | 5              |                            |                | 5            | 10    |
| И-15бис                | 65             | 9                          | 2              | 6            | 82    |
| И-153 М-62             | 72             | 1                          |                |              | 73    |
| И-153 М-63             | 3              |                            |                |              | 3     |
| И-16 М-25              | 46             | 5                          |                | 2            | 53    |
| И-16 М-62/63           | 93             | 2                          |                |              | 95    |
| МиГ-1                  | 1              |                            |                |              | 1     |
| МиГ-3                  | 2              |                            | 13             |              | 15    |
| Як-1                   |                |                            | 7              |              | 7     |
| Всего истребителей     | 287            | 17                         | 22             | 13           | 339   |
| СБ                     | 78             |                            |                | 1            | 79    |
| ДБ-3Б                  | 15             |                            |                |              | 15    |
| ДБ-3Ф                  | 49             |                            |                |              | 49    |
| Пе-2                   | 5              |                            |                |              | 5     |
| Всего бомбардировщиков | 147            |                            |                | 1            | 148   |
| МБР-2                  | 125            | 28                         |                |              | 153   |
| Р-5                    | 2              |                            |                |              | 2     |
| КР-1                   |                |                            | 2              |              | 2     |
| КОР-1                  | 5              |                            |                |              | 5     |
| ГСТ                    | 11             |                            |                |              | 11    |
| Всего разведывательных | 143            | 28                         | 2              |              | 173   |
| ТБ-3                   | 5              |                            |                |              | 5     |
| ПС-84                  | 3              |                            |                |              | 3     |
| Р-6                    | 2              |                            |                | 17           | 19    |
| МП-1                   | 3              |                            |                |              | 3     |
| С-2                    | 1              |                            | 5              |              | 6     |
| Всего транспортных     | 14             |                            | 5              | 17           | 36    |
| САМ-11бис              |                |                            | 1              |              | 1     |
| У-2                    | 61             | 18                         |                | 6            | 85    |
| УТ-1                   | 20             |                            | 11             |              | 31    |
| УТ-2                   | 19             | 1                          | 2              | 1            | 23    |
| УТ-3                   | 2              |                            |                |              | 2     |
| УТИ-4                  | 16             | 3                          |                | 2            | 21    |
| Всего учебных          | 118            | 22                         | 14             | 9            | 163   |
| Итого                  | 709            | 67                         | 43             | 40           | 859   |

*школа младших авиационных специалистов, запасная авиаэскадрилья

### Великая Отечественная война
С первого дня Великой Отечественной войны ВВС ЧФ включились в работу, отражая налёты противника, а к вечеру 22 июня были выполнены вылеты на бомбардировку целей в Румынии. В результате складывающийся на фронте неблагоприятной обстановке, уже осенью 1941 года часть аэродромов ЧФ была оставлена. Сначала авиачасти перелетали в Крым, а затем и на черноморское побережье Кавказа. В начале мая 1942 года штаб ВВС ЧФ перебрался из Севастополя в город Новороссийск.
24 апреля 1942 года произошел трагический случай — заместитель начальника управления ВВС ВМФ генерал-майор авиации Ф. Г. Коробков и командующий ВВС Черноморского флота генерал-майор Н. А. Остряков, в сопровождении должностных лиц осматривали 36-е авиационные мастерские, расположенные на берегу Круглой бухты г. Севастополя. В это время мастерские подверглись налёту немецких бомбардировщиков. В результате прямого попадания бомбы в ангар погибли оба генерала, а также 46 сопровождавших их офицеров и работников мастерских.
Приказом НК ВМФ № 00153 от 09 мая 1942 года сформирована 3-я особая авиационная группа, задачей которой было прикрытие г. Севастополя. Но уже 31 июля группа была расформирована, в связи с оставлением города.

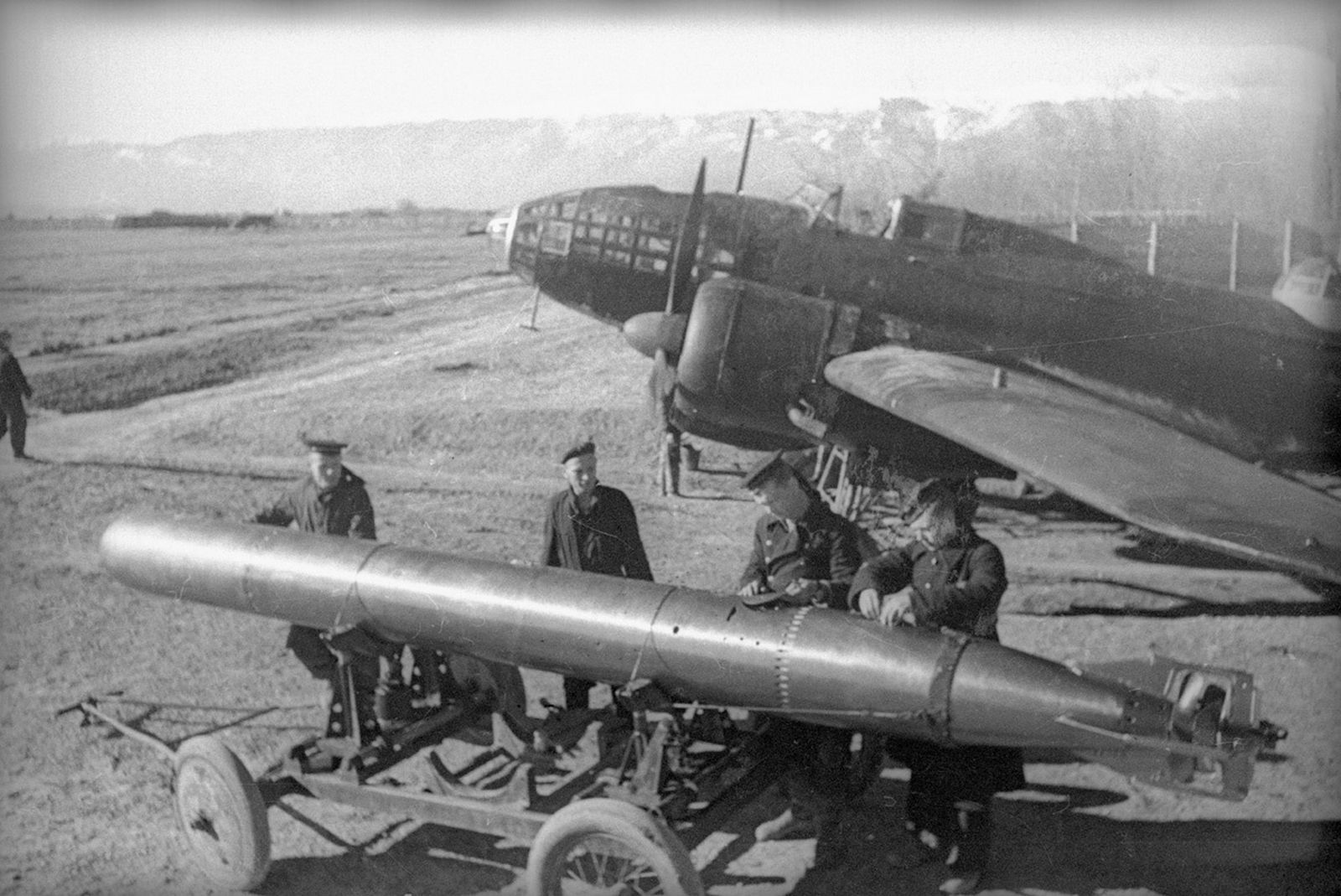
Ил-4Т 5-го гвардейского мтап готовят к боевому вылету на аэродроме Гудаута, 1943 год, Фотохроника ТАСС, фото Е. Халдей

К июлю 1942 года вся авиация ЧФ сосредоточилась на аэродромах Краснодарского края и Северного Кавказа — Анапа, Лазаревское, Агой, Мысхако, Гайдук, Елизаветинская, Майкоп, Гудауты, Ейск, Белореченская, Курганная, Поти, Геленджик, Туапсе, Кабардинка, Сочи.
За годы войны авиация ЧФ претерпевала многочисленные структурные и штатные изменения (иногда совершенно необоснованные). Было расформировано большинство отдельных эскадрилий и сформировано много новых полков. Также формировались временные и внештатные подразделения для решения текущих задач. Последней сформированной боевой частью стал 43-й ИАП в ноябре 1943 года.

В июле 1943 года все авиационные бригады преобразованы в дивизии. В ноябре 1943 года штаб ВВС ЧФ перебазировался в Тамань.

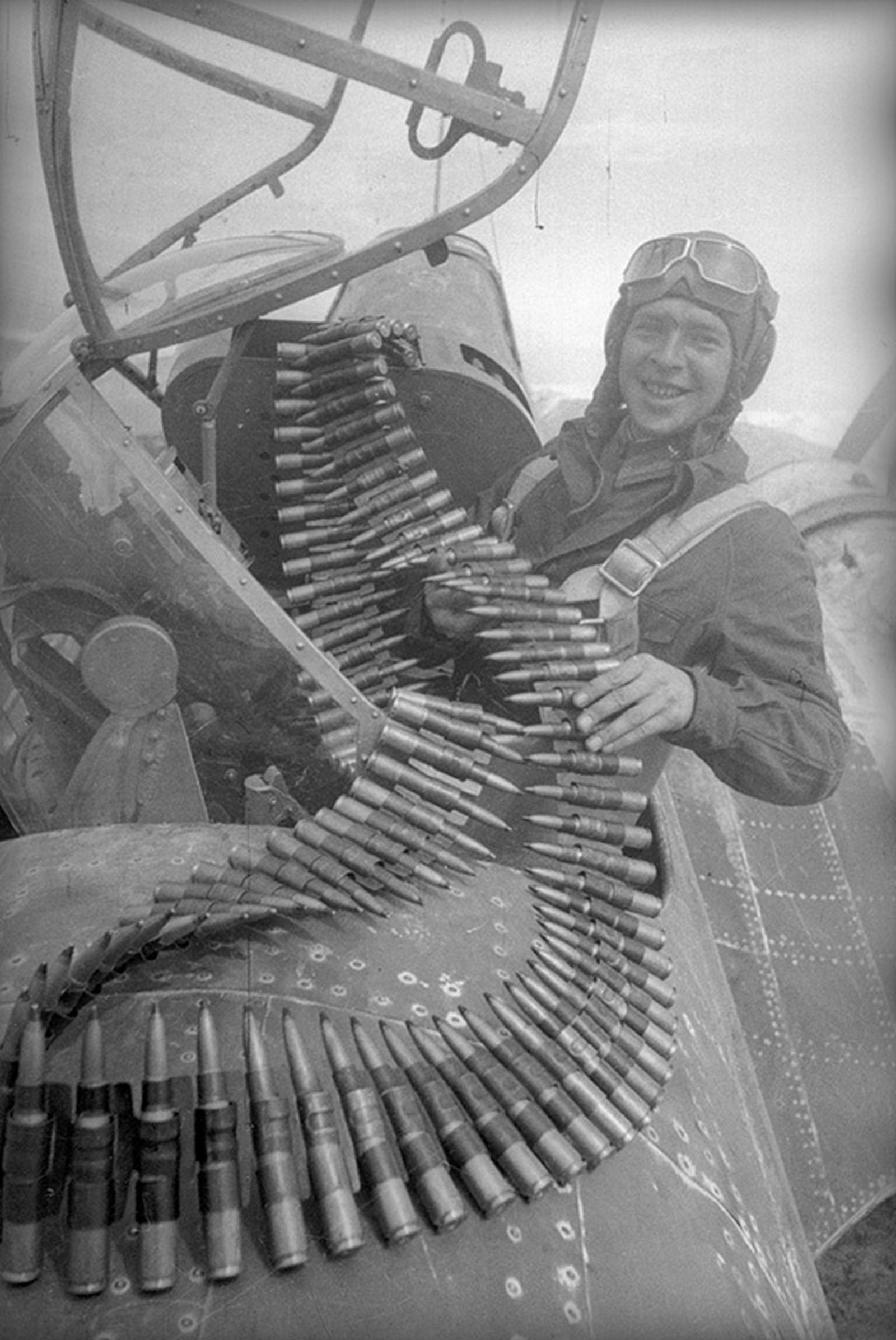
Загрузка боекомплекта пулемёта УБТ стрелком-радистом сержантом Н. Пановым в Ил-4Т, фото Е. Халдей

Состав ВВС ЧФ на 15 октября 1943 года:
- Управление ВВС ЧФ — с. Макопсе
- 4-я ИАД: 3-й ИАП (Мериа, Геленджик), 7-й ИАП (Миха-Цхакая), 62-й ИАП (Лазаревская), 25-й ИАП (Геленджик)
- 1-я МТАД: 5-й гв. МТАП (Геленджик, Гудауты), 36-й МТАП (Геленджик, Алахадзе), 40-й БАП (Адлер), 11-й гв. ИАП (Геленджик)
- 11-я ШАД: 8-й гв. ШАП (Геленджик), 47-й ШАП (Абаша), 9-й ИАП (Геленджик)
- 6-й гв. ИАП (Абаша)
- 30-й ОРАП (Адлер)
- 23-й ОШАП (Ейск)
- 119-й ОМРАП (Геленджик)
- 18-я ОМРАЭ (Геленджик)
- 60-я ОМРАЭ (Поти)
- 82-я ОМРАЭ (Поти, Геленджик, оз. Инкит)
- 8-я УАЭ
- 3-й ОБУКАО, 2-й ОАРТАО, 18-й ОТАО
- 9-у ОАЗСВ, ОСАНАЗ

В это же время из ряда авиационных частей формируется Скадовская авиационная группа, которая была расформирована к началу апреля 1944 года. Вместо неё были сформированы ВВС Северной Таврии, с целью концентрации сил в предстоящей Крымской наступательной операции. В это формирование были включены 406 самолётов из имевшихся 650 в ВВС ЧФ.
В середине 1944 года авиация ЧФ была перебазирована на аэродромы Крыма и под Одессу.
В связи с окончанием активных боевых действий часть боевых частей ВВС ЧФ были переданы на другие флоты. Так, на Балтику в полном составе была передана 11-я ШАД. В июне 1944 года в состав 5-й МТАД ВВС СФ передан 36-й МТАП. Летом 1945 года на дальний восток перелетели 43-й ИАП и 2-й УАП, войдя в состав ВВС ТОФ. Часть полков ВВС ЧФ передислоцированы на заграничные аэродромы (в Румынию и Болгарию).
За годы войны авиация ЧФ выполнила 131 637 боевых вылетов. За мужество и героизм 61-му лётчику и штурману было присвоено звание Героя Советского Союза. Значительное количество лётных частей были награждены почётными наименованиями, знаками отличия и стали гвардейскими.
Состав ВВС ЧФ на 1 июля 1945 года:
- Управление ВВС ЧФ — г. Севастополь
- 4-я ИАД (Саки): 7-й ИАП (Алма-Томак), 3-й ИАП (Миха-Цхакая), 25-й ИАП (Бургас), 62-й ИАП (Мысхако/Аджи-Булат)
- 2-я гв. МТАД (Саки): 5-й гв. МТАП (Сарабуз), 13-й гв. ДБАП (Саки), 40-й БАП (Адлер), 11-й гв. ИАП (Саки)
- 13-я АДПБ (Одесса): 29-й ПАП (Одесса), 40-й ПАП (Одесса), 43-й ИАП (Одесса) — в июле убыл на ТОФ
- 6-й гв. ОИАП (Мамайя)
- 30-й ОРАП (Евпатория)
- 23-й ОШАП (Мамайя)
- 18-я ОМРАЭ (Севастополь)
- 60-я ОМРАЭ (Констанца)
- 82-я ОМДРАЭ (Поти)
- 2-й УБАП (Джанкой) — в марте убыл на ТОФ
- 2-я ОСАЭ (Севастополь)
- 4-я ОБУКАЭ ПВО (Севастополь)
- 24-я ОЭКА (Альма-Тамак)
- 39-я ОАЭ НИ (Сарабуз)
- 2-й ОАРТАО (Севастополь)

### Первые послевоенные годы
После войны на ЧФ были расформированы части, эксплуатирующие летающие лодки МБР-2. В октябре 1947 года экипажи ВВС ЧФ перегнали в Болгарию 32 самолёта Ту-2, которые СССР передал в ВВС Болгарии. С 15 декабря 1947 года в ВВС ЧФ начались оргштатные преобразования по переходу частей на типовую форму организации ВВС СССР.
В 1950 году в составе ВВС ЧФ формируются две новые истребительные дивизии 49-я и 527-я ИАД. В начале 1951 года на аэродроме Саки началось переучивание 6-го и 11-го истребительных полков флота на реактивные истребители МиГ-15.
В 1952 году началось перевооружение на реактивные торпедоносцы Ту-14Т и Ил-28Т. В марте началось формирование первой в истории морской авиации СССР воинской части корабельных вертолётов — 220-го отдельного отряда вертолётов. На вооружение отряда поступили Ка-10. К концу года на аэр. Гвардейское формируется эскадрилья специального назначения, на вооружении которой поступили первые отечественные самолёты ракетоносцы Ту-4КС.
По состоянию на 1 января 1954 года в ВВС ЧФ имелось 13 истребительных полков.
В 1955 году в ВВС ЧФ формируется новая дивизия: 88-я ТБАД СпН. Это была первая дивизия ракетоносцев в ВВС ВМФ. В 1957 году в составе ВВС флота были три минно-торпедные дивизии двухполкового состава, четыре истребительные дивизии трёхполкового состава, два полка разведчиков и несколько отдельных эскадрилий и отрядов специальной авиации. Стали поступать на вооружение самолёты Ту-16.
В апреле 1958 года сформирован 872-й вертолётный полк, а в следующем году формируется ещё один вертолётный полк — 853-й ОАПВ.

### Опытно-конструкторские, учебные и испытательные подразделения
В авиации Черноморского флота, по сравнению с ВВС других флотов, на базе строевых частей было выполнено наибольшее количество опытно-конструкторских и исследовательских работ. Так, ещё в разгар Первой мировой войны на Чёрном море проводились испытания первой противолодочной авиабомбы конструкции ст. лейтенанта Л. И. Бошняка.

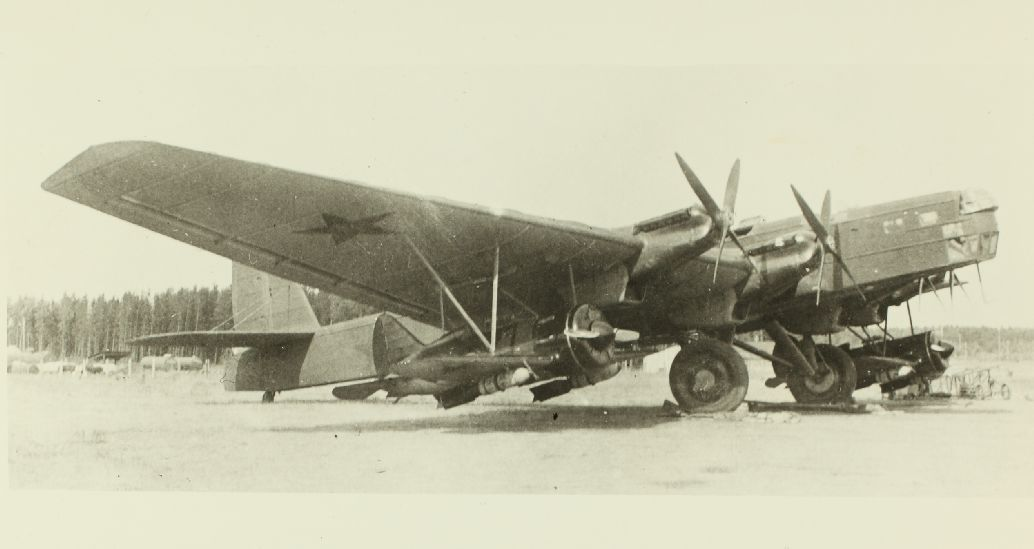
Проект «Звено», проходивший перед войной войсковые испытания в ВВС ЧФ

В 1940 году проводились эксперименты по подвеске истребителей И-16 на самолёт ТБ-3, т. н. система «звено СПБ» (составной пикирующий бомбардировщик или «звено Вахмистрова»). Бомбардировщик-носитель ТБ-3 в теории доставлял к цели подцепленные истребители И-16, на которые подвешивались бомбы. И-16 выступали в данном случае в роли пикирующих бомбардировщиков. Работы продолжались вплоть до января 1941 года. Базовым аэродромом «звена СПБ» служил аэродром Евпатория, а 2-я АЭ 32-го ИАП, принимавшая участие в этих опытах, на тот момент дислоцировалась на аэродроме Бельбек.
15 ноября 1944 года, на основании приказа командующего КЧФ № 0906 от 6 ноября 1944 года, на аэродроме Сарабуз сформирована 39-я отдельная авиационная эскадрилья ночных истребителей. На вооружении эскадрильи были специально переоборудованные самолёты А-20 в варианте истребителя, с дополнительным топливным баком на 1036 литров и радиолокатором «Гнейс». За характерный внешний вид утыканные антеннами самолёты называли «ершами».
В 1951 году на базе 132-й ОМДРАЭ ВВС ЧФ в городе Поти проходили войсковые испытания новой летающей лодки Бе-6.

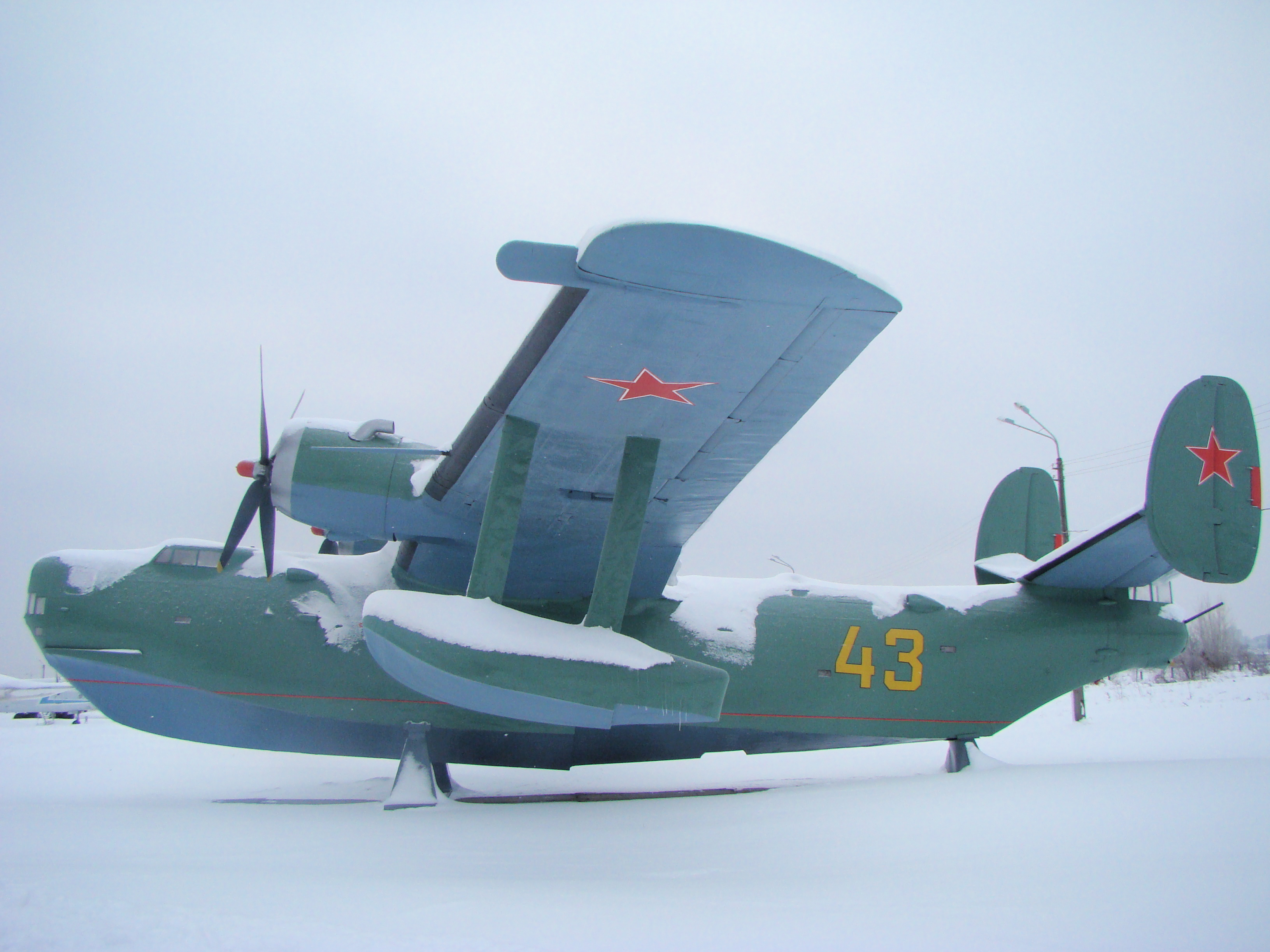
Летающая лодка Бе-6 (в музее).

В марте 1952 года в Севастополе был сформирован первый вертолётный отряд на вертолётах Ка-10. 220-й вертолётный отряд стал родоначальником противолодочных вертолётов палубной авиации в СССР.
В 1953 году на аэродроме Гвардейское сформирована 27-я отдельная специальная часть для испытаний первой в СССР ракетной системы «Комета», командир части — генерал-майор авиации Казаков М. П. Согласно Директиве Главного штаба ВМФ от 30 августа 1955 года на базе 27-й учебной спецчасти формируется 124-й ТБАП ДД, с парком из 12 Ту-4КС, 8 Ту-4, 2 МиГ-15СДК, МиГ-15УТИ, Ли-2 и По-2. Это был первый в авиации ВМФ полк ракетоносцев.
30 августа 1955 года, на основании директивы ГШ ВМФ №ОМУ/4/53280, на аэродроме Гвардейское было сформировано управление 88-й тяжелобомбардировочной дивизии специального назначения. В состав дивизии вошли: 124-й ТБАП, 5-й гв. МТАП СпН, 32-й отдельный отряд управления, 33-й отдельный истребительный отряд СпН на МиГ-17СДК. Задачи дивизии — всестороннее испытание самолётов-носителей и крылатой ракеты КС.

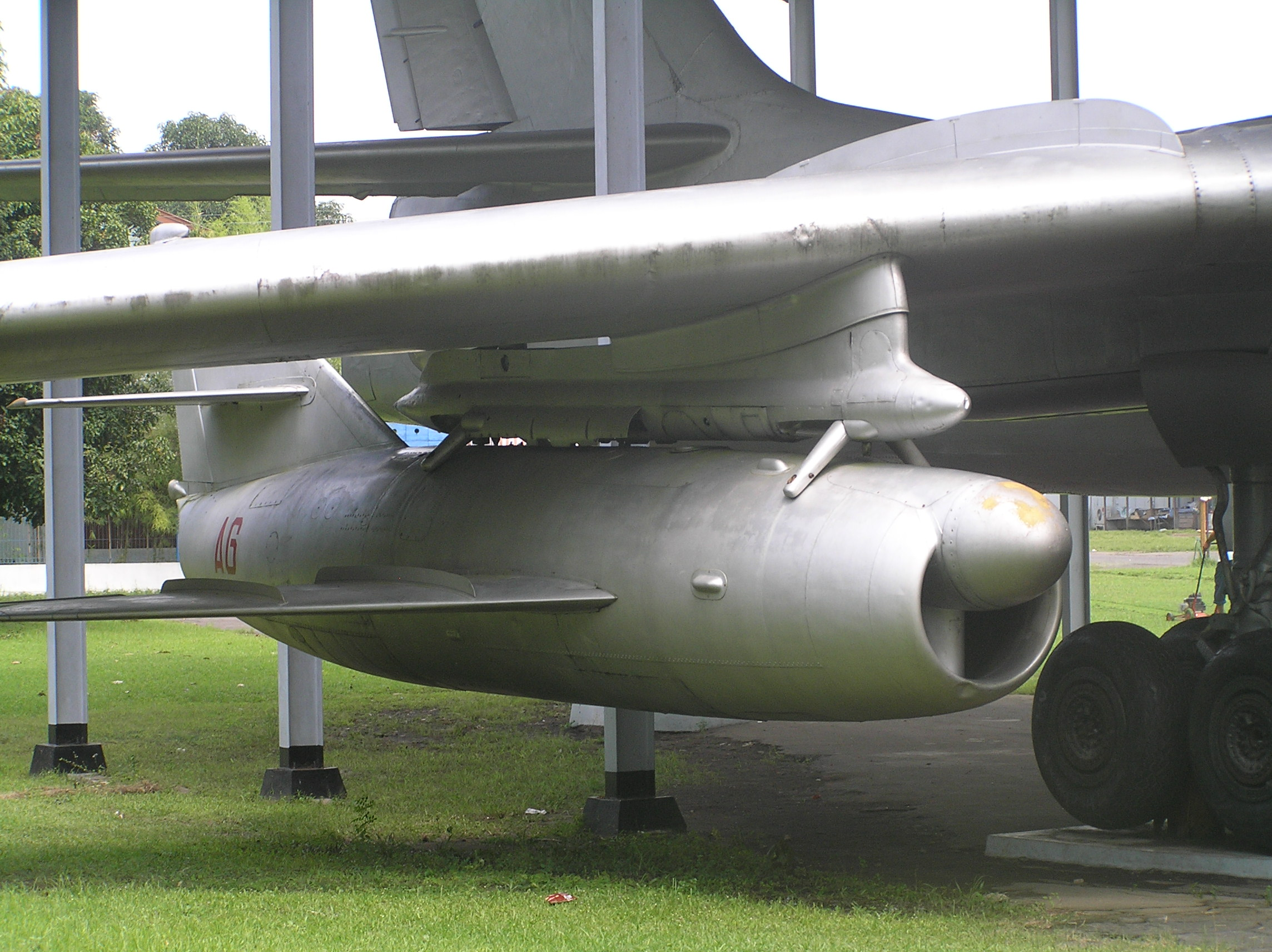
Первая в СССР серийная крылатая ракета «Комета» (под крылом Ту-16КС).

7 августа 1961 года на самолёте Бе-10 318-го отдельного противолодочного полка ВВС ЧФ с аэродрома Донузлав выполнялись полёты на установление авиационных рекордов. Этот же полк стал лидерным по эксплуатации Бе-12 и на базе полка проходили испытания торпеды АТ-1.
872-й отдельный противолодочный вертолётный полк ВВС ЧФ был приписан к первому в СССР противолодочному крейсеру-вертолётоносцу проекта 1123 «Москва». Вертолётчики, начиная с 1967 года, выполняли испытательные полёты и осваивали работу с палубы корабля. Впоследствии авиагруппа базировалась на борту крейсера при выполнении походов и боевых служб.
25 февраля 1974 года 1-я авиационная эскадрилья им. Героя Советского Союза А. П. Цурцумия 943-го полка на аэродроме Октябрьское первой в авиации ВМФ приступила к теоретическому переучиванию на сверхзвуковой ракетоносец Ту-22М2. 3 сентября 1974 года первый самолёт Ту-22М2 произвел посадку на аэродроме, а полк стал лидерным полком в авиации СССР по эксплуатации Ту-22М.
В 1976 году на аэродроме Саки сформирован 299-й инструкторско-исследовательский корабельный авиаполк в/ч 10535 на самолётах Як-38 и МиГ-21, с подчинением начальнику 33-го ЦБП и ПЛС ВМФ ВС СССР. Построена площадка для отработки вертикального взлёта и посадки. Принято решение о строительстве тренажёрного комплекса для тренировки палубных лётчиков для строящихся в городе Николаеве авианосцев.
В 1982 году введён в эксплуатацию тренажёрный комплекс палубной авиации 23-го испытательного полигона. В 1982—1983 годах два экипажа из состава 872-го отдельного противолодочного вертолётного полка совершили кругосветное плавание на гидрографических судах «Фаддей Беллинсгаузен» и «Адмирал Владимирский». В 1983 году экипажи этого полка принимали участие в испытаниях макета космического корабля «Буран» в Индийском океане.
В 1987 году в составе 33-го ЦБП и ПЛС создается 39-е управление корабельной авиации, на которое замыкаются 100-й КИАП, 299-й КШАП и 23-й испытательный полигон (НИУТКА) с частями обеспечения на аэродроме Саки. В следующем, 1988 году 39-е управление КА развёрнуто в 1063-й центр боевой подготовки корабельной авиации (1063-й ЦБПКА). В него вошли 100-й, 299-й авиационные полки и 23-й полигон.

### Холодная война («непотопляемый авианосец Крым»)
После повального сокращения ВС СССР в 1960—1961 годов ВВС ЧФ стали называться Авиацией Черноморского флота. В её составе остались три отдельных ракетоносных полка, отдельный полк разведчиков, отдельный противолодочный полк, отдельный вертолётный противолодочный полк, отдельный транспортный полк и ряд мелких авиационных подразделений.

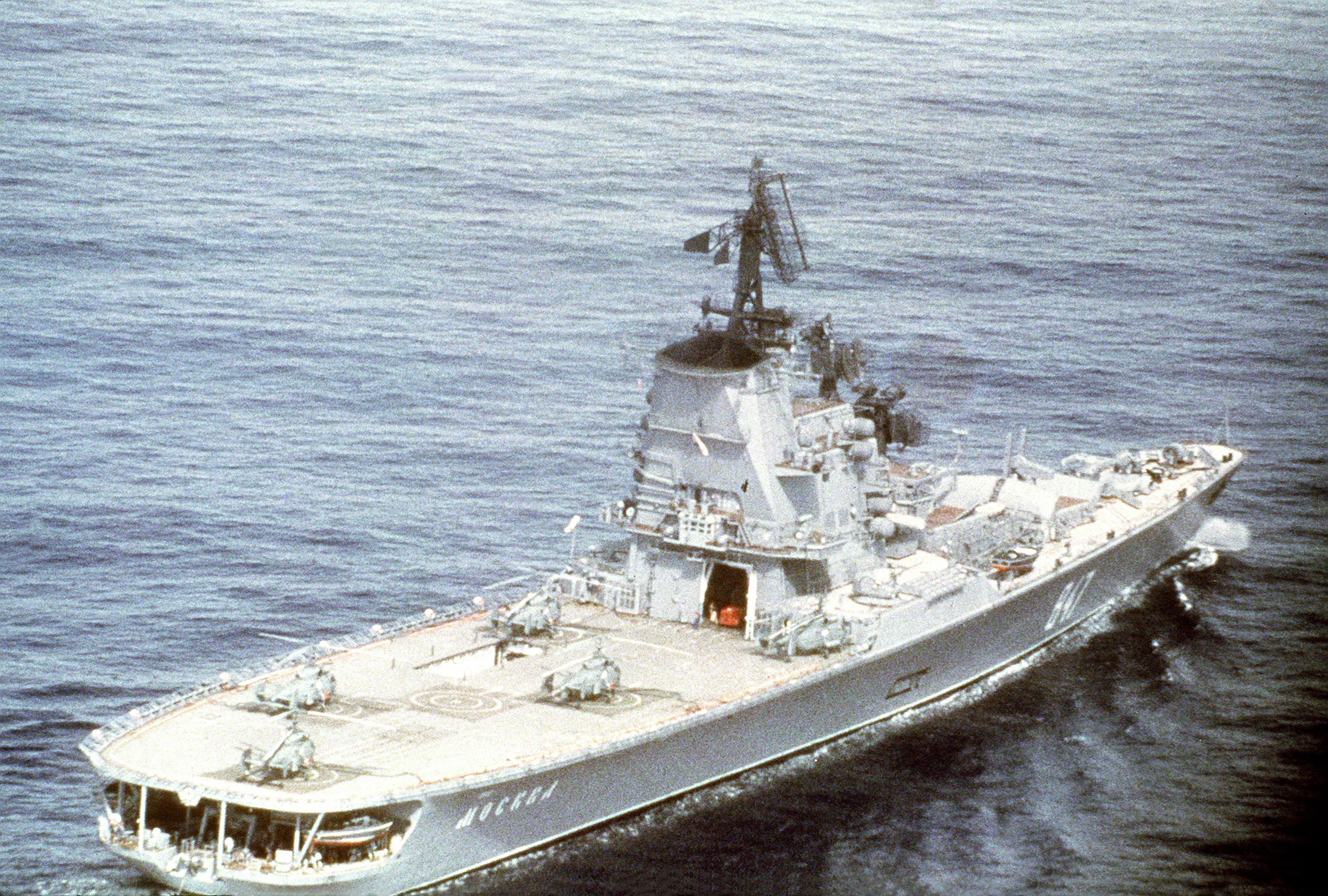
1982 год. ПКР «Москва»: на полётной палубе авиагруппа вертолётов Ка-25 ВВС ЧФ.

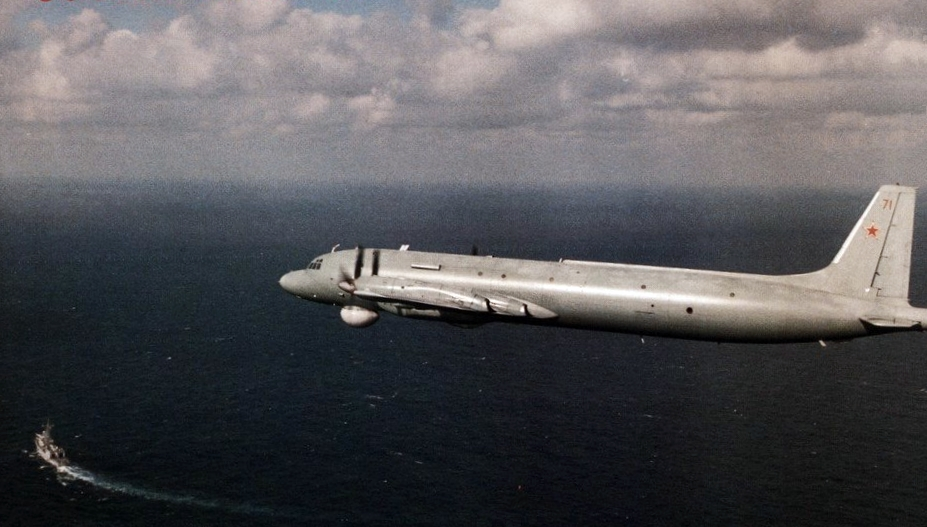
Ил-38 над Средиземным морем, 1985 год.

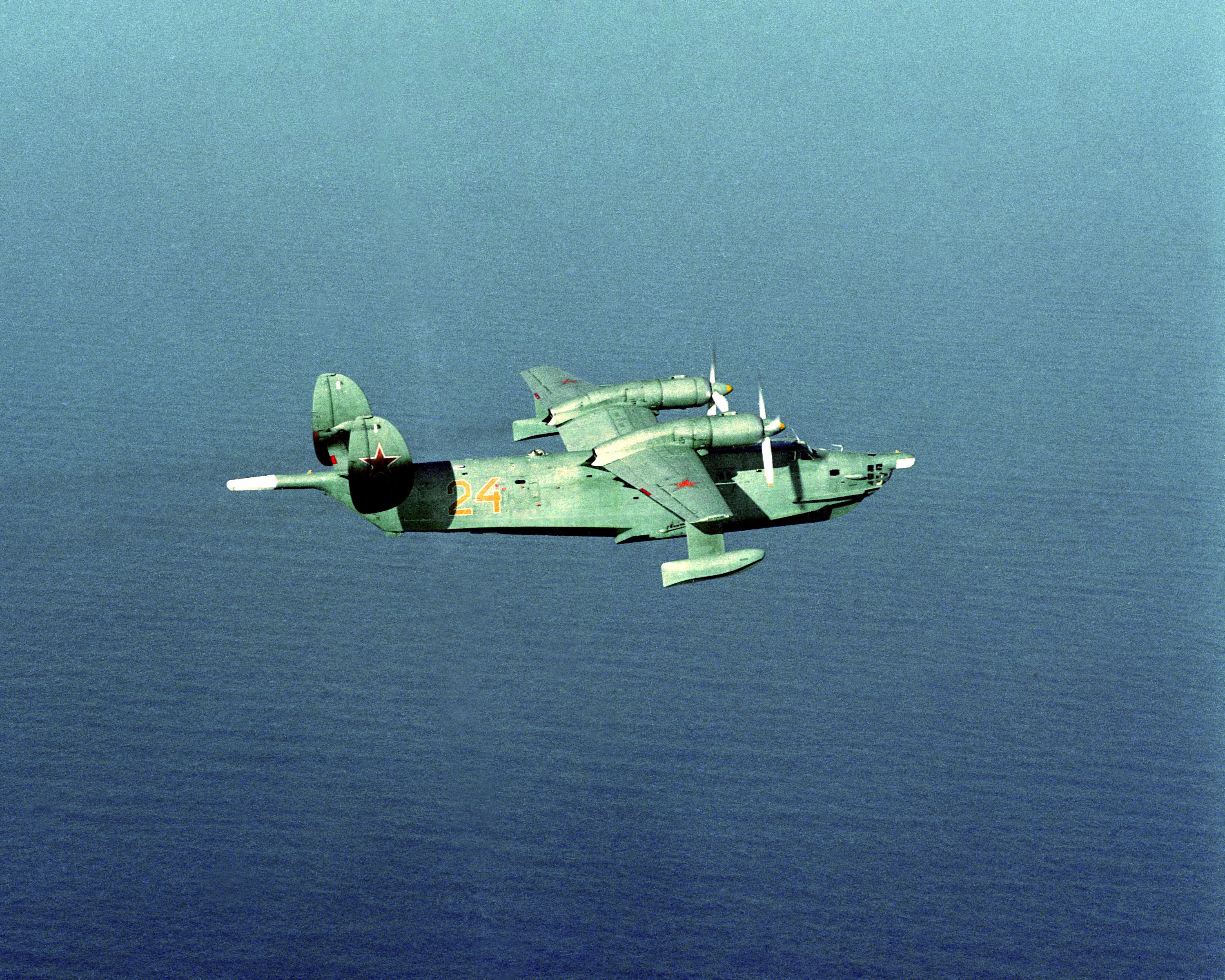
Бе-12.

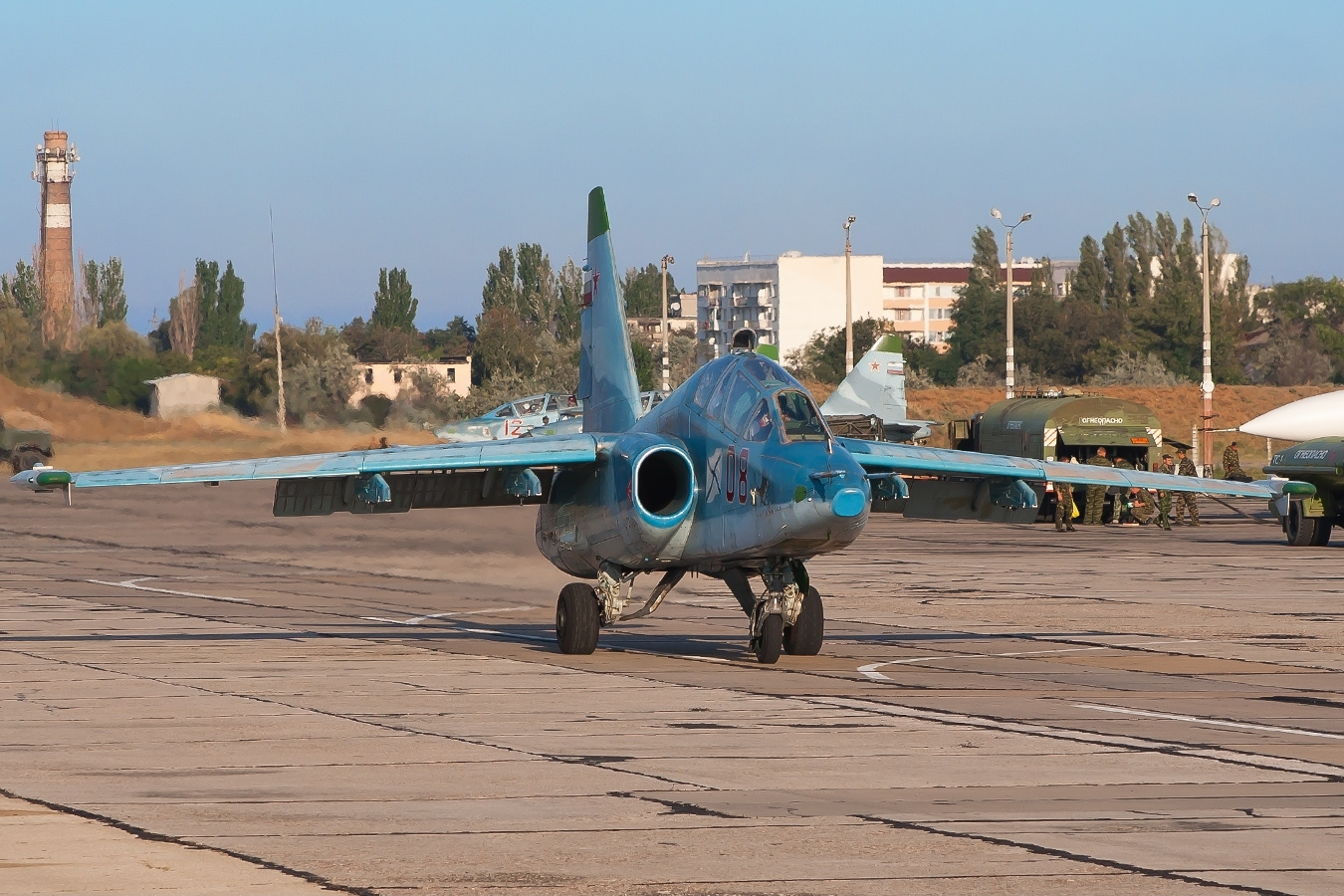
Палубный учебно-тренировочный самолёт Су-25УТГ на аэродроме Новофёдоровка.

В январе 1966 года группа из шести самолётов Ту-16 под командованием полковника А. Н. Многолета перелетела в Египет на аэродром Бени-Суэйф, где была выполнена подготовка к полётам и боевому применению египетских экипажей на этих самолётах.
В период с 1966 по 1969 год на аэродроме Октябрьское выполнялась подготовка лётного и инженерно-технического состава авиации ВМС Индонезии.
В 30-й ОДРАП поступил на вооружение самолёт Ту-22Р. С августа 1968 года по июль 1972 года экипажи 30-го ОДРАП и 318-го ОПЛАП работали с Египетских аэродромов, выполняя задачи боевой службы над Средиземным морем.
В 1970-х годах в Крыму формируются 279-й и 311-й полки корабельной штурмовой авиации на самолётах вертикального взлёта и посадки Як-38, предназначенные для Северного и Тихоокеанского флотов.
В 1971 году была вновь сформирована 2-я гв. МРАД, в которую включили три ракетоносных полка. В 1973 году на аэродром Октябрьское проходили обучение экипажи и инженерно-технический состав из Сирии на вертолёты Ка-25. В 1974 году на этом же аэродроме проходили обучение экипажи и инженерно-технический состав из Югославии. В 1974 году экипажи 78-го и 872-го вертолётных полков участвовали в разминировании Суэцкого канала, работая с палубы ПКР «Ленинград».
На основании директивы ГШ ВМФ № 730/1/0218 от 26 марта 1980 Авиация ЧФ вновь переименована в Военно-воздушные силы Черноморского флота.
В середине 80-х годов в составе ВВС ЧФ имелась сеть аэродромов берегового базирования, на которых размечалось 330 летательных аппаратов. К концу текущего десятилетия ВВС ЧФ (впрочем, как и вся советская авиация) достигнет пика своего развития. Также в Крыму (в частности), помимо аэродромов, принадлежащих флоту, имелся крупный аэродром центрального подчинения Багерово, где до 1972 года выполнялись исследования по работе с авиационным ядерным оружием (71-й специальный полигон ВВС 12-го ГУМО). После закрытия полигона аэродром стал учебным. Также имелся учебный аэродром Советский (Грамматиково).
Всего за советское время ВВС Черноморского флота освоили более сотни различных аэродромов, а также 10 точек базирования за рубежом.
В 1989 году ВВС ЧФ вновь получила истребительную авиацию — из Одесского военного округа была передана 119-я ИАД. В дивизии были: 86-й гв. ИАП на аэродроме Маркулешты (МиГ-29) и 161-й ИАП на аэр. Лиманское (МиГ-23 и МиГ-29). Кроме того, в состав дивизии включили 814-й гв. МАПИБ (истребителей-бомбардировщиков МиГ-23) на аэродроме Мериа.
В 1990 году в состав ВВС ЧФ был передан 43-й АПИБ, выведенный из Монголии, аэродром Чойбалсан (сейчас это гражданский аэропорт). Полк разместили на аэродроме Гвардейское, где он получил название 43-й отдельный морской штурмовой авиаполк (43-й ОМШАП ВВС ЧФ). На вооружении полка были самолёты Су-17М.
В этом же году ликвидирован 124-й МРАП, вооружённый самолётами Ту-16.
Аэродромы постоянного базирования ВВС ЧФ, по состоянию на 1991 год:
- Весёлое (5-й гв. МРАП)
- Октябрьское (943-й МРАП)
- Гвардейское (упр. 2-й гв. МРАД, 43-й ОМШАП)
- Тирасполь (упр. 119-я гв. МИАД)
- Маркулешты (86-й гв. МИАП)
- Лиманское (161-й МИАП)
- Кача (917-й ОТАП, 872-й ОПЛВП)
- Мериа (841-й гв. ОПЛВП (бывш. 841-й гв. МИАП))
- Саки (30-й ОДРАП)
- Донузлав (318-й ОПЛАП, 78-й ОКПЛВП)

### Постсоветский период
После распада СССР на военное имущество и инфраструктуру флота претендовали как Россия, так и Украина. Причём, украинские власти предприняли ряд односторонних шагов по приватизации техники и имущества, в нарушение предварительно достигнутых соглашений[каких?].

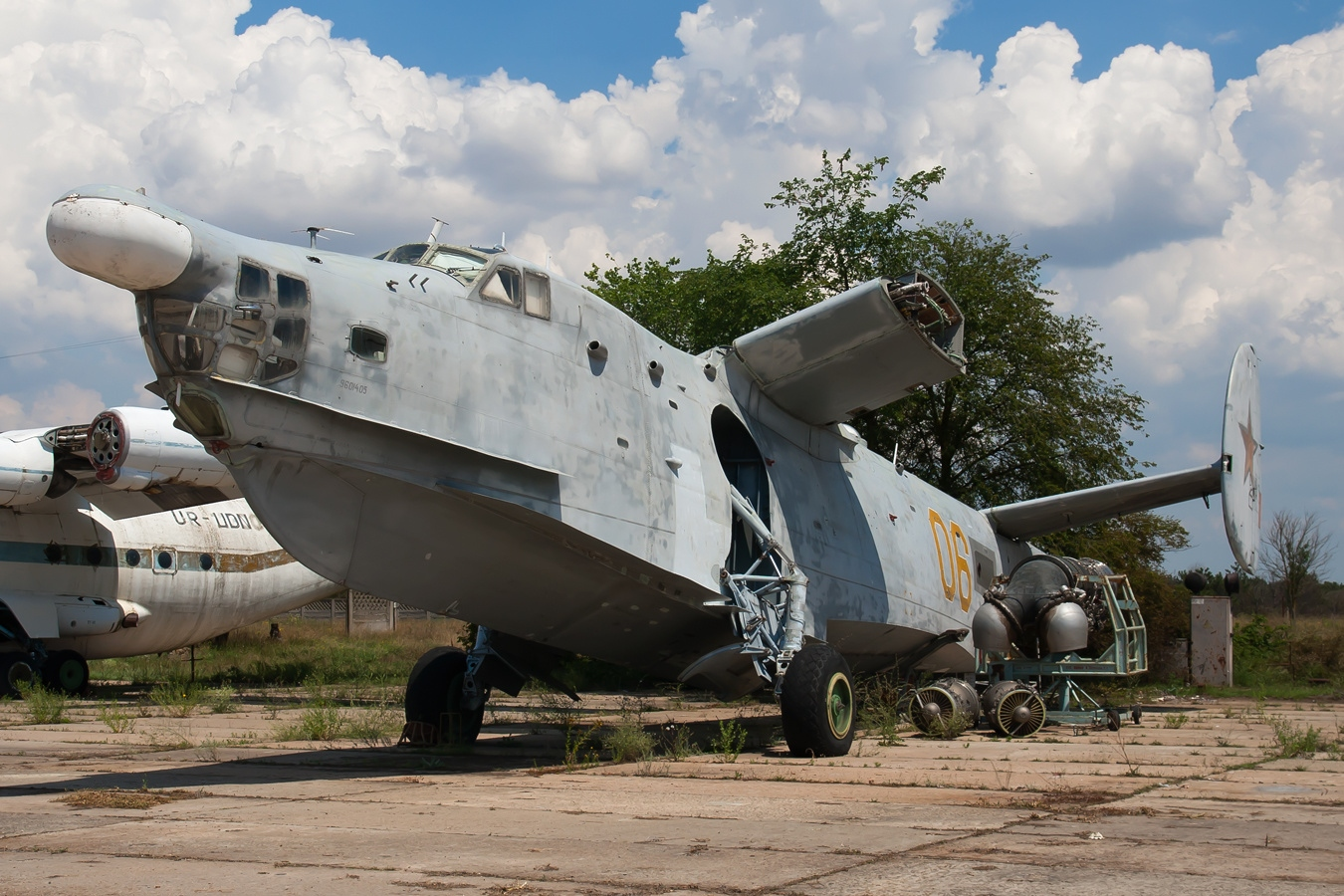
Разобранные самолёты Бе-12 и Ан-12 на аэродроме Евпатория, 2010 год.

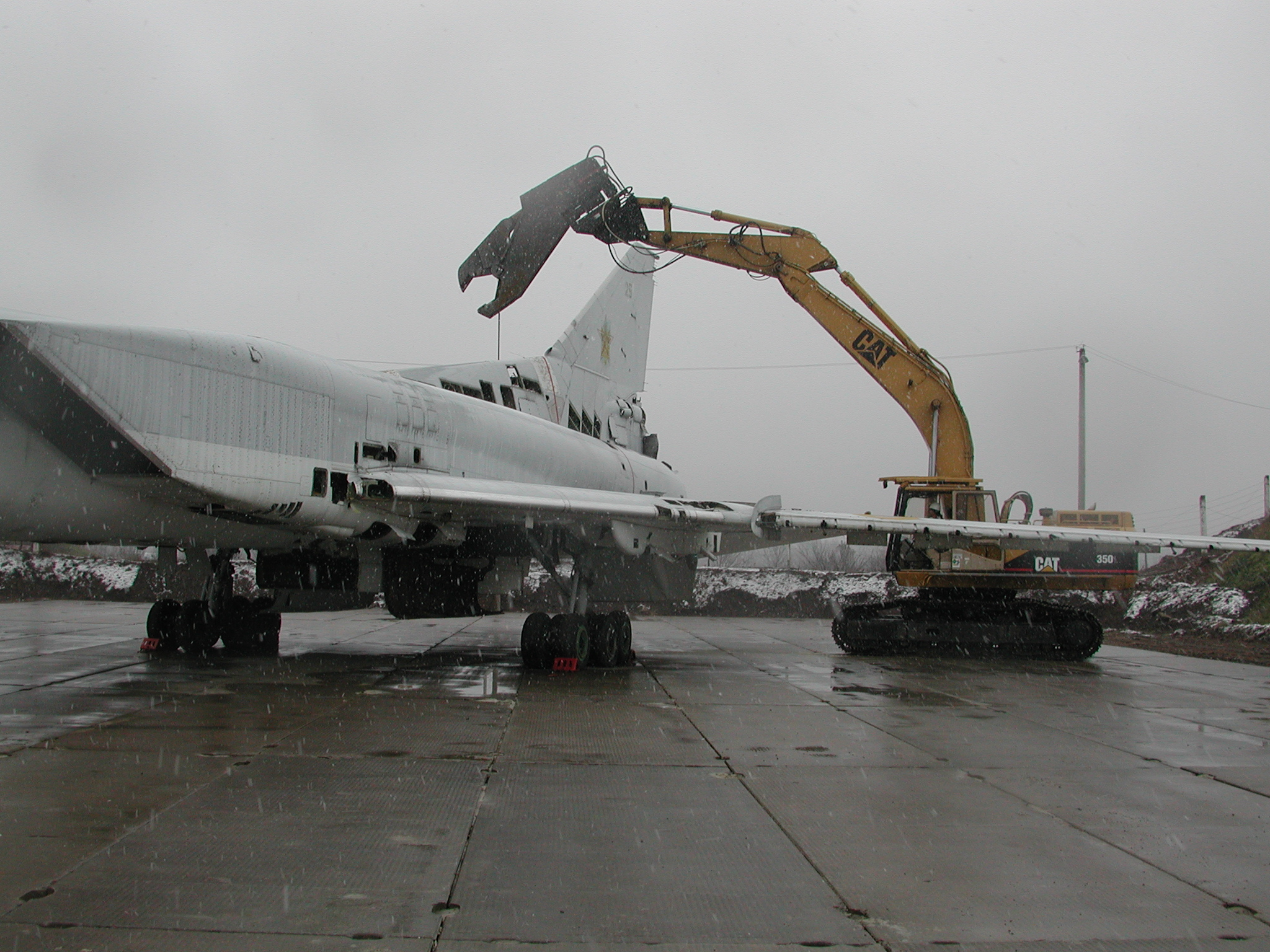
Утилизация Ту-22М3, ноябрь 2002 года.

Одними из первых под юрисдикцию Украины отошли 33-й ЦПБ и ПЛС Ав. ВМФ в г. Николаеве и 1063-й ЦБП КА в г. Саки — организации центрального подчинения, вообще не имеющие отношения к Черноморскому флоту и его ВВС в частности. В 1992—1993 гг. под знамя Украины также перешли: 540-й МРАП ИИ, 555-й ПЛСАП ИИ, 100-й КИАП ИИ, 299-й ОКШАП ИИ, 316-я ОПЛАЭ ИИ (все — части центрального подчинения). Истребительные полки ЧФ были поделены между Украиной и Молдовой, тоже в числе первых.

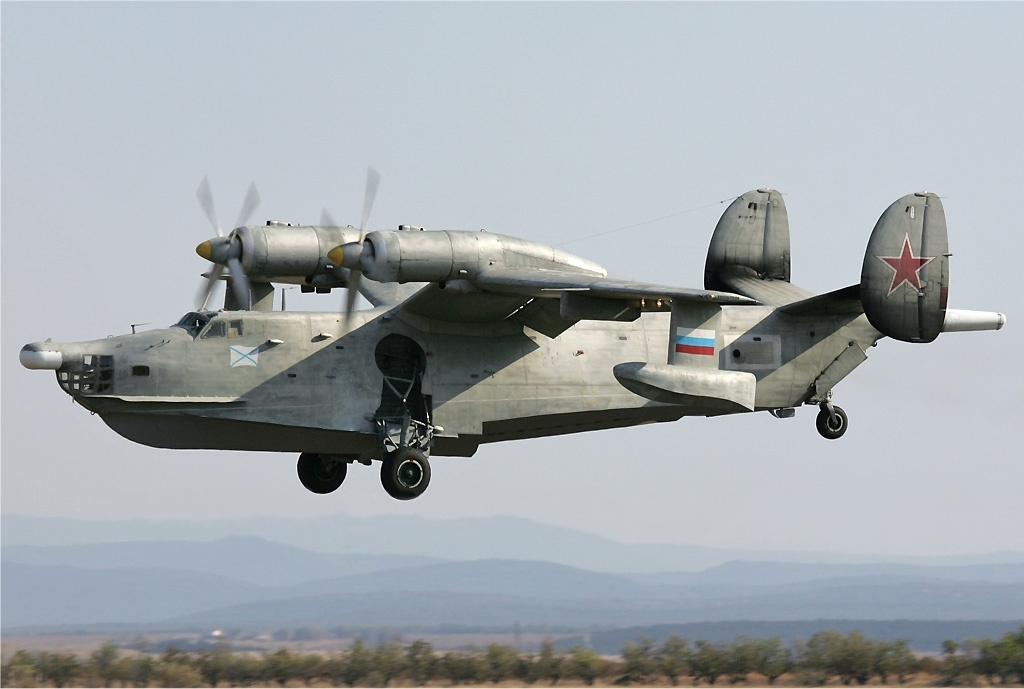
Бе-12ПС заходит на посадку на аэродром Кача, 2009 год.

Молдове эти самолёты были совершенно не нужны. Значительная часть истребителей 86-го ИАП Черноморского флота были проданы заинтересованным лицам в ближнее и дальнее зарубежье: один был продан Румынии, 4 — Йемену и 21 МиГ-29 за 40 млн долларов приобрели США в 1997 году.
Только в мае 1997 года между правительствами Украины и России было подписано соглашение о параметрах раздела Черноморского флота. В соответствии с соглашением, ВВС Черноморского флота делились ровно пополам, кроме ранее отошедшего полка истребителей Молдове и передаваемой Грузии вертолётной эскадрильи на аэродроме Мериа.
В ВМФ России
России достались 163 летательных аппарата, Украина взяла 158, из которых впоследствии была сформирована Морская авиационная группа ВМСУ. Значительная часть этого авиационного парка для Украины не представляла интереса, либо была откровенной обузой. Вскоре после передачи значительное количество авиатехники было распилено на металлолом.
По договору, российская техника могла базироваться только на двух крымских аэродромах — Кача и Гвардейское. В период 1994—1996 годов были расформированы: управление 2-й гв. МРАД, 5-й гв. МРАП, 943-й МРАП, 78-й ОКПЛВП, 872-й ОПЛВП. Переформированы: 318-й ОПЛАП в 327-ю ОПЛАЭ, 30-й ОДРАП в 198-ю ОДРАЭ (и эскадрилью вскоре расформировали), 43-й ОМШАП в 43-ю ОМШАЭ. Техника по мере возможности передавалась в другие части Морской авиации — так, две эскадрильи самолётов Ту-22М3 943-го МРАП были переданы на перевооружение 568-го гв. ОМРАП Тихоокеанского флота.
Таким образом, ВВС ЧФ за относительно непродолжительное время лишилась всей ракетоносной и разведывательной авиации, а оставшаяся в строю была прикована к земле отсутствием запчастей и топлива, и необходимостью урегулирования ряда юридических вопросов, касательно эксплуатации аэродромов и использования воздушного пространства Украины.
После урегулирования ряда вопросов в Каче был сформирован 318-й отдельный смешанный авиационный полк, путём слияния 917-го ОТАП и 327-й ОПЛАЭ. На вооружении полка были Ту-134, Ан-26, Бе-12.
В 1998 году ВВС ЧФ переименованы в Морскую Авиацию Черноморского флота России.
В 1999 году из оставшихся исправных вертолётов был сформирован 25-й отдельный противолодочный вертолётный полк, с базированием на аэродромах Кача и Анапа. К началу 2000 года 43-я ОМШАЭ перевооружена с Су-17М4 на Су-24.
В ноябре 2002 года МА ЧФ вновь стала называться ВВС ЧФ, должность называлась начальник ВВС ЧФ.
В 2004 году 43-я ОМШАЭ вновь развёрнута в 43-й ОМШАП. В 2009 году управление ВВС ЧФ снова переформировано. ВВС опять стали называться Морской авиацией ЧФ. Сформированы две авиационные базы: 7057-я АвБ (Кача) и 7058-я АвБ (Гвардейское). В 2011 году управление МА ЧФ и управление 7058-й АвБ расформировано. В составе ЧФ осталась одна 7057-я АвБ с базированием на двух аэродромах.
В июне 2014 года имевшаяся в составе ЧФ 7057-я авиабаза морской авиации была переформирована обратно в два авиационных полка, которым вернули прежние названия и почетные титулы. С 1 июля 2014 года 43-й Севастопольский Краснознаменный ордена Кутузова отдельный морской штурмовой авиационный полк перебазирован на аэродром Саки. Аэродром Гвардейское из состава ВМФ РФ передан в состав ВВС РФ. На аэродроме Гвардейское сформирован 37-й смешанный авиационный полк ВВС РФ, две эскадрильи (12 Су-24М и 12 Су-25СМ).

## Список командующих ВВС ЧФ
Руководители зарождающейся службы авиации Черноморского флота
- капитан 2-го ранга В. Н. Кедрин (1912[3] — март 1913)
- старший лейтенант[4] И. И. Стаховский (март 1913[18] — август 1914)
- капитан 1-го ранга В. Н. Кедрин (август 1914 — март 1915)[3]
- старший лейтенант И. И. Стаховский (март 1915—1916)
- капитан-лейтенант Е. Е. Коведяев (январь 1916, ВрИД)

Командиры Воздушной дивизии Черноморского флота Российской империи
- капитан 1-го ранга М. И. Федорович (январь — июнь 1917)
- капитан 2-го ранга А. Н. Заев (до декабря 1917)
- капитан 1-го ранга Н. И. Черниловский-Сокол (август 1917 — апрель 1918)

Начальник морской авиации УНР
- капитан-лейтенант В. Р. Качинский (июль — август 1919)

Командующие Военно-воздушного флота сил Чёрного и Азовского морей СССР
- лейтенант РИА, военлёт М. М. Сергеев (1920—1922)
- военлёт П. С. Сорокин (1922—1925)

Командующие Военно-воздушных сил Чёрного моря СССР
- военлёт В. К. Лавров (август 1925 — июль 1932)
- комбриг В. К. Бергстрем (июль 1932 — июль 1935)

Командующие Военно-воздушных сил Чёрноморского флота СССР
- А. М. Миронов (январь 1936 — июль 1938), ВрИД
- генерал-майор авиации В. А. Русаков (август 1939 — октябрь 1941) снят
- генерал-майор авиации, ГСС, Н. А. Остряков (21 октября 1941 — 24 апреля 1942)
- генерал-майор авиации (с 18.04.43 генерал-лейтенант, с 5.11.44 генерал-полковник) В. В. Ермаченков (1 мая 1942 — июнь 1945)
- генерал-майор авиации Б. Н. Петров (июнь 1945 — февраль 1946)
- генерал-лейтенант авиации П. Н. Лемешко (февраль 1946 — март 1947)
- генерал-лейтенант авиации Б. А. Почиковский, понижен до генерал-майора авиации (март 1947 — июль 1956)

Командующие Морской авиации Черноморского флота СССР с 1961
- генерал-полковник авиации, ГСС, А. А. Мироненко (май 1956 — январь 1971)
- генерал-лейтенант авиации В. И. Воронов (1971—1982)

Командующие Военно-воздушных сил Чёрноморского флота СССР
- генерал-лейтенант авиации В. П. Житенев (1982—1988)

Командующие Военно-воздушных сил Чёрноморского флота России
- генерал-лейтенант авиации Н. Н. Фадеев (1988—1994)
- генерал-майор авиации И. Д. Федин (1994—1995)

Командующие Морской авиации Черноморского флота России
- генерал-майор авиации В. Н. Юрин (1996—2000)
- А. М. Быков (2000—2005)
- генерал-майор авиации И. В. Сапрыкин (июнь 2005 — ?)
- Ю. Бондарев (2009, ВрИД)
- генерал-майор авиации А. И. Отрощенко (2010—2013)
- полковник С. А. Саушкин (по н.в.)